# Șatrî, Krasnoperekopsk
Șatrî (în ucraineană Шатри) este un sat în comuna Orlivske din raionul Krasnoperekopsk, Republica Autonomă Crimeea, Ucraina.

## Demografie
Componența lingvistică a localității Șatrî
     Ucraineană (34,26%)
     Rusă (32,67%)
     Tătară crimeeană (31,87%)
     Alte limbi (0,4%)
Conform recensământului din 2001, nu exista o limbă vorbită de majoritatea populației, aceasta fiind compusă din vorbitori de ucraineană (34,26%), rusă (32,67%) și tătară crimeeană (31,87%).